# 岑章志
岑章志（1946年8月—），出生于中国上海，籍贯浙江慈溪县（今宁波慈溪市），著名力学家、材料工程学家，现任清华大学副校长。

## 简介
岑1968年毕业于清华大学工程数学力学系。毕业后，就职于山西省临汾西郭煤矿。曾先后在平阳钢铁厂、临汾勘探设计院担就职，从事工程技术工作。1978年回到清华大学工程数学力学系就读。1981年获得固体力学专业硕士学位。1984年获得固体力学专业博士学位。
1989年3月-1990年7月，在意大利米兰工业大学结构工程系合作研究。1992年10月-12月，在奥地利因斯布鲁克大学进行合作研究。1991年，晋升为教授，1992年，出任清华大学副校长。
学术任职有：清华大学教育基金会副理事长，中国力学会理事，中国力学会反应堆结构力学专业委员会和工程结构专业委员会委员，中国《工程力学》杂志编委，世界边界元协会会员，世界岩土工程计算方法协会会员。

## 著述
- 《力学与工程》， 岑章志主编，清华大学出版社，1999年